# Emil Nolde
Emil Nolde, pseudonimo di Emil Hansen (Nolde, 7 agosto 1867 – Seebüll, 13 aprile 1956), è stato un pittore danese.

## Biografia
Emil Nolde nacque nel paesino di Nolde, vicino al confine della Prussia con la Danimarca. Suo padre era un frisone del nord e parlava il frisone settentrionale, un dialetto tedesco, sua madre era dello Jutland del sud e parlava un dialetto danese, ma scelsero per il figlio la scuola tedesca a Buhrkall. Il paesino era diventato prussiano solo nel 1864, dopo la guerra tedesco-danese. A partire dal 1902 si fece chiamare come il suo paese natale, per sottolineare il legame con la sua terra. Nel 1920, dopo un referendum che decise sul nuovo confine tra Germania e Danimarca, Nolde scelse la nazionalità danese e rinunciò a quella tedesca.
Dal 1884 al 1891 abitò a Flensburg, dove lavorò in un mobilificio e studiò per diventare intagliatore e illustratore. Dal 1892 al 1897 insegnò disegno ornamentale alla Scuola d'arte industriale di San Gallo, in Svizzera. Negli anni successivi fece diversi viaggi a Monaco, Karlsruhe e Berlino. In questo periodo fu attratto particolarmente dall'arte assira ed egizia e dalle opere di Rembrandt, Francisco Goya, Honoré Daumier e Édouard Manet. Nelle sue prime opere le figure umane e le forme della natura sono rese sulla tela in modo semplificato, caricaturale e grottesco.
Nel 1900 affittò uno studio a Copenaghen. Nel 1902 sposò l'attrice danese di 23 anni Ada Vilstrup (1879-1946) con cui si trasferì nell'isola di Als. Lì vissero tra il 1903 e il 1916 in una casa di pescatori a Sjellerupskov vicino a Guderup e una baracca direttamente sulla spiaggia fungeva da studio. 
A partire dal 1904 il suo stile si avvicina inizialmente all'impressionismo per poi arrivare all'espressionismo, con i colori che diventano sempre più intensi: in questa evoluzione ebbero probabilmente una notevole influenza le opere di Paul Gauguin e di Edvard Munch. Nel 1906 strinse amicizia con Karl Schmidt-Rottluff e nel 1907 espose con i pittori del gruppo Die Brücke, uno dei primi gruppi espressionisti tedeschi; si accostò inoltre alla Secessione berlinese e al gruppo Blaue Reiter.

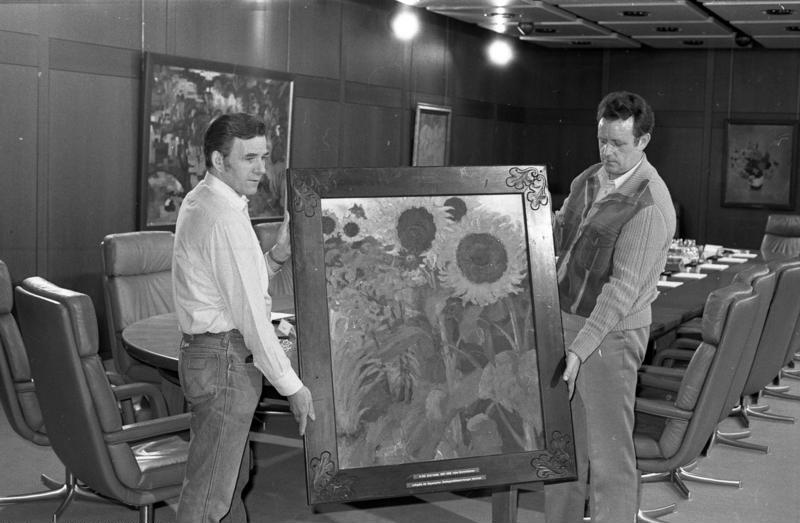
Un dipinto di Emil Nolde, 1982.

Una malattia nel 1909 e un contatto diretto con l'arte di Vincent van Gogh e di James Ensor, conosciuto a Ostenda nel 1911, contribuirono ad accentuare il carattere drammatico della sua pittura. Produsse allora opere per lo più misticheggianti, in cui lo spazio, la forma e il colore perdono ogni funzione descrittiva per assumere un valore espressivo autonomo. Sono importanti anche i molti acquerelli, i disegni, le incisioni su legno, i dipinti del porto di Amburgo e della vita notturna di Berlino, in cui il colore risplende e le forme diventano sempre più sintetiche per mezzo di un segno estremamente vitale.
Nel 1913 e nel 1914 Nolde compì un lungo viaggio che lo portò a visitare luoghi lontani ed esotici, come la Russia, il Giappone e la Cina, fino ad arrivare in Nuova Guinea. Questo viaggio alimentò i suoi interessi per le qualità ritmiche e decorative dell'arte primitiva, favorendo la comparsa di elementi esotici nella sua pittura e mettendo in risalto le forze primordiali della natura e dell'uomo. Nelle sue creazioni del periodo la figura umana continua ad essere gradualmente ma violentemente deformata attraverso una stesura del colore per grandi pennellate.
Nel 1919 Nolde realizzò Gli Orafi, un olio su compensato, acquisito dal Cleveland Museum of Art nel 2008. In esso Nolde spezza ogni schema disegnativo, gettando i personaggi con forza istintiva. La scena rappresenta due uomini barbuti a mezzo busto, due orafi, da qui il titolo, colti rispettivamente di fronte e di tre quarti. Quello che si trova destra ha un volto affilato, la cui triangolarità è accresciuta dalla barba gialla. L’incarnato, realizzato con pennellate di rosa e di viola, dà al volto dai grandi occhi azzurri un’aria inquietante, quasi diabolica. L’assoluta inverosimiglianza dei colori è ribadita dallo stesso Nolde, che in una lettera precisa: "Desidero che la mia opera scaturisca dalla materia, come nella natura la pianta cresce dal terreno che le è più adatto".
Nel 1926 Nolde fu insignito di una laurea honoris causa dall'Università di Kiel.
Nolde fu un sostenitore del Partito Operaio Nazionalsocialista Tedesco dai primi anni venti, essendo diventato un membro della sua sezione danese. Esprimeva opinioni antisemite e negative sugli artisti ebrei e considerava l'espressionismo uno stile tipicamente germanico. Questa opinione fu condivisa anche da alcuni membri del Partito Nazista, in particolare Joseph Goebbels e Fritz Hippler.
Pochi anni dopo cominciò ad essere perseguitato dai nazisti perché Hitler considerava il modernismo un'arte degenerata: dal 1937 i suoi lavori furono vietati e non gli fu permesso di acquistare i materiali per dipingere. Tuttavia, con l'aiuto segreto degli amici, in quegli anni produsse segretamente una serie di dipinti nei quali il suo stile si fece più pacato e disteso. Riscoperto e rivalutato finita la seconda guerra mondiale, è oggi considerato uno dei maggiori rappresentanti dell'espressionismo.
Morì a Seebüll, nel nord della Germania Ovest, il 13 aprile 1956 e fu sepolto accanto alla sua prima moglie, Ada, nel suo giardino.